# Entente Sannois Saint-Gratien
L'Entente Sannois Saint-Gratien, conosciuto come Entente SSG, è una squadra di calcio francese con sede nel sobborgo di Saint-Gratien a Parigi. La squadra è stata fondata nel 1989 e gioca nel Championnat National 3, il quinto livello di competizione del paese.

## Storia recente
Dopo molti anni nella terza divisione del campionato francese e dopo una mancata promozione in Ligue 2 a metà degli anni 2000 per colpa di un errore amministrativo, per il quale hanno ricevuto un risarcimento finanziario, alla fine della stagione 2008-09 sono retrocessi nel Championnat de France Amateur. A giugno 2011, l'Entente è stato retrocesso nel CFA 2 a seguito del fallimento.

### Presidenti
- 2009-2011: Vikash Dhorasoo[1]
- 2011-2013: Patrick Gangloff
- 2013-2018: Christian Fouché[2][3]
- 2018-2019: Patrick Gangloff [4]

### Stadio
La squadra gioca le partite casalinghe al Parc des Sports Michel Hidalgo, che si trova al confine tra i sobborghi di Sannois e Saint-Gratien di Parigi e ha una capienza di poco inferiore agli 8.000 spettatori.

### Giocatori famosi
- Davidson Charles
- Thomas Gamiette
- Saliou Lassissi
- Wesley Lautoa
- Pape Habib Sow